# Districte d'Argenteuil
El Districte d'Argenteuil és un dels tres districtes amb què es divideix el departament de Val-d'Oise, a la regió de l'Illa de França. Des del 2017 té 9 cantons i 17 municipis. El cap del districte és la sotsprefectura d'Argenteuil.

## Composició

### Cantons
- Argenteuil-1 (en part)
- Argenteuil-2
- Argenteuil-3
- Domont (en part)
- Ermont
- Franconville
- Herblay
- Saint-Ouen-l'Aumône (en part)
- Taverny

### Municipis
Els municipis del districte d'Argenteuil, i el seu codi INSEE, son:
1. Argenteuil (95018)
2. Beauchamp (95051)
3. Bessancourt (95060)
4. Bezons (95063)
5. Cormeilles-en-Parisis (95176)
6. Eaubonne (95203)
7. Ermont (95219)
8. Franconville (95252)
9. Frépillon (95256)
10. La Frette-sur-Seine (95257)
11. Herblay (95306)
12. Montigny-lès-Cormeilles (95424)
13. Pierrelaye (95488)
14. Le Plessis-Bouchard (95491)
15. Saint-Leu-la-Forêt (95563)
16. Sannois (95582)
17. Taverny (95607)